# Stary Sielc
Stary Sielc – wieś sołecka w Polsce położona w województwie mazowieckim, w powiecie makowskim, w gminie Rzewnie.
Według administracji kościelnej miejscowość przynależy do rzymskokatolickiej parafii św. Apostołów Szymona i Judy Tadeusza w Szelkowie.
W latach 1975–1998 miejscowość administracyjnie należała do województwa ostrołęckiego.
Niedaleko wsi płynie rzeka Narew. Okolice Starego Sielca uznaje się za teren, gdzie spadły największe okazy meteorytu Pułtusk.